# Prêmio ACS por Trabalho Criativo em Química Sintética Orgânica
O Prêmio ACS por Trabalho Criativo em Química Sintética Orgânica (em inglês:  American Chemical Society Award for Creative Work in Synthetic Organic Chemistry) é um prêmio concedido anualmente desde 1957 pela American Chemical Society (ACS) por síntese inovativa em química orgânica.
É dotado com 5 mil dólar dos Estados Unidos.

## Laureados[1]
- 1957 Robert Burns Woodward
- 1958 William Summer Johnson
- 1959 John Clark Sheehan
- 1960 Herbert Charles Brown
- 1961 Melvin Spencer Newman
- 1962 Charles R. Hauser
- 1963 Nelson Jordan Leonard
- 1964 Lewis Hastings Sarett
- 1965 Donald James Cram
- 1966 William von Eggers Doering
- 1967 Gilbert Stork
- 1968 Theodore L. Cairns
- 1969 Har Khorana
- 1970 Eugene van Tamelen
- 1971 Elias James Corey
- 1972 Robert Bruce Merrifield
- 1973 George Büchi
- 1974 Edward C. Taylor
- 1975 Herbert Otis House
- 1976 Franz Sondheimer
- 1977 não concedido
- 1978 Satoru Masamune
- 1979 George Andrew Olah
- 1980 Yoshito Kisho
- 1981 Barry Trost
- 1982 David A. Evans
- 1983 Barry Sharpless
- 1984 Leo Armand Paquette
- 1985 Albert Meyers
- 1986 Samuel Danishefsky
- 1987 Harry Wasserman
- 1988 Robert E. Ireland
- 1989 Derek Barton
- 1990 Clayton Howell Heathcock
- 1991 Paul A. Grieco
- 1992 Dieter Seebach
- 1993 Kyriacos Costa Nicolaou
- 1994 Stuart Schreiber
- 1995 Larry Eugene Overman
- 1996 Teruaki Mukaiyama
- 1997 Amos B. Smith III.
- 1998 Paul Wender
- 1999 Dale L. Boger
- 2000 Dennis Patrick Curran
- 2001 Eric Jacobsen
- 2002 Andrew G. Myers
- 2003 Scott Denmark
- 2004 Tohru Fukuyama
- 2005 Chi-Huey Wong
- 2006 Stephen L. Buchwald
- 2007 Steven Ley
- 2008 Masakatsu Shibasaki
- 2009 Hisashi Yamamoto
- 2010 Ei-ichi Negishi
- 2011 David MacMillan
- 2012 Gregory C. Fu
- 2013 Erick Moran Carreira
- 2014 Harold B. Dellinger[2]
- 2015 F. Dean Toste[3]
- 2016 Scott J. Miller
- 2017 Matthew S. Sigman